# (2071) Надежда
(2071) Надежда (лат. Nadezhda) — типичный астероид главного пояса, открыт 18 августа 1971 года советским астрономом Тамарой Смирновой в Крымской астрофизической обсерватории и 1 апреля 1980 года назван в честь революционерки и советской государственной, партийной, общественной и культурной деятельницы Надежды Крупской.

## Обнаружение и именование
(2071) Надежда
Открыт 18 августа 1971 года в Крымской астрофизической обсерватории Т. М. Смирновой.
Назван в память об одном из создателей советской системы народного образования Надежде Константиновне Крупской (1869—1939), жене В. И. Ленина {см. планета (852)}.
Оригинальный текст (англ.)2071 Nadezhda
Discovered 1971 Aug. 18 by T. M. Smirnova at the Crimean Astrophysical Observatory.
Named in memory of Nadezhda Konstantinovna Krupskaya (1869-1939), one of the creators of the Soviet public education system, wife of V. I. Lenin {see planet (852)}.
Источник: M.P.C. 5282.

## Орбита

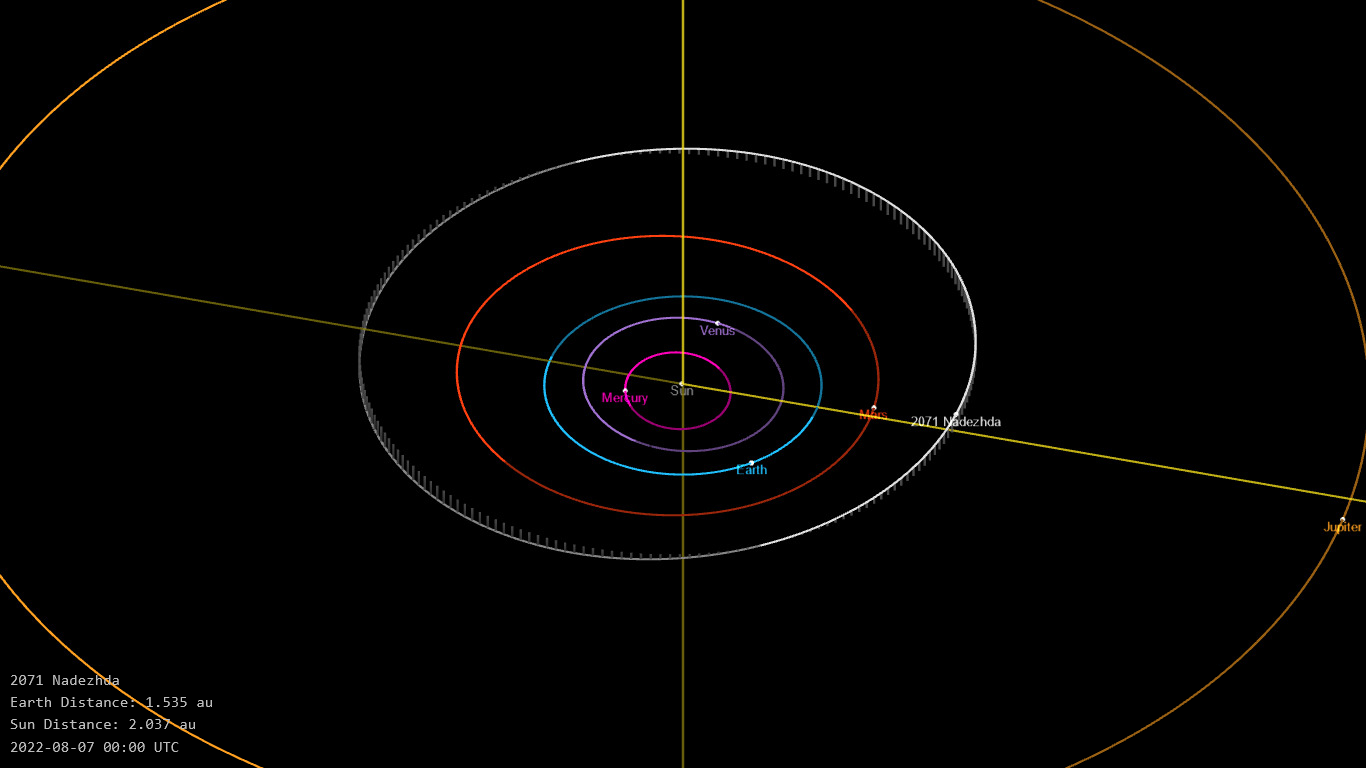
Орбита астероида Надежда и его положение в Солнечной системе

## Физические характеристики
Астероид относится к таксономическому классу S.
По результатам наблюдений в видимом и ближнем инфракрасном диапазоне космического телескопа NEOWISE диаметр астероида оценивается равным 5,034±0,053 км, 4,09±0,72 км. Согласно тем же источникам альбедо оценивается как 0,3336±0,0348, 0,37±0,11 и 0,334±0,035.